# Мужичье
Мужичье — село в Воробьёвском районе Воронежской области России.
Входит в состав Берёзовского сельского поселения.

## География

### Улицы
| - пер. Мельничный, - пер. Тепличный, - пер. Школьный 1-й, - пер. Школьный 2-й, | - ул. Космонавтов, - ул. Ленина, - ул. Подгорная. |

## История
Село Воробьевского района. На его месте в 1780 г. были загоны, где в летнее время крестьяне содержали скот. В конце XVIII века в этом месте поселилось несколько семей украинцев. В то время это был хутор. В 1859 г. он уже насчитывал 160 дворов, имел церковь и считался селом. По определению топонимистов, название произошло от слова «мужи», что означает «котловина», «впадина». Село Мужичье расположено в понижении между двумя холмами.